# Antoine Joseph de Bourge
Pour les articles homonymes, voir de Bourge et Debourge.
Antoine Joseph de Bourge (ou Debourge) est un architecte français né à Paris le 8 février 1737, où il est mort le 14 décembre 1811. Prix de Rome en 1761, il fut le collaborateur de Jacques-Germain Soufflot sur les travaux de l'hôtel du Garde-meuble, devint inspecteur du château de Fontainebleau, avant de travailler essentiellement pour une clientèle privée à Paris et en région parisienne, en Franche-Comté et en Belgique.

## Biographie
Fils de l'architecte Joseph Eustache de Bourge, Prix de Rome en 1729, il perdit son père de bonne heure. Élève de Pierre François Godot et de Pierre-Noël Rousset à l'Académie royale d'architecture, il remporta le grand prix (futur Prix de Rome) en 1761 avec un projet (conservé) de salle de concert. 
Il séjourna au Palais Mancini à l'Académie de France à Rome de 1762 à 1766. À Rome, il se lia d'amitié avec Peyre le Jeune, qui avait eu le troisième prix et qui devait épouser sa sœur, Sophie.
À son retour, il collabora avec Jacques-Germain Soufflot qui travaillait alors sur le projet de transfert de la bibliothèque royale pour l'installer au palais du Louvre, entre l'aile de la Colonnade et l'aile du Bord-de-l'eau, cependant que l'hôtel des Fermes devait être construit à son emplacement rue de Richelieu. Il fut ensuite inspecteur des travaux menés par Soufflot pour installer le Garde-meuble, futur hôtel de la Marine, place Louis XV (actuellement place de la Concorde à Paris), derrière la façade dessinée par Ange-Jacques Gabriel. En 1776, il fut nommé inspecteur au château de Fontainebleau où il resta deux ans.
En 1768, il reçut pour Saint-Pétersbourg la commande d'un projet d'opéra qui ne fut pas mis à exécution. Il décora en 1769 le maître-autel de l'église Saint-Maurice de Besançon. Pour le marquis de Ville, il édifia le château de Ville-sur-Illon dans l'arrondissement d'Épinal (Vosges). En Belgique, il construisit des hôtels et des châteaux pour de riches particuliers d'Anvers que Soufflot lui avait fait connaître.
À Paris, il bâtit l'hôtel Tourteau de Septeuil, rue des Capucines. Aux environs de Paris, il aménagea le salon circulaire du château de Septeuil (1786), construisit à Mortefontaine une orangerie – sans doute pour Louis Le Peletier de Morfontaine qui, après avoir hérité du domaine en 1770, entreprit de remodeler le parc du château de Mortefontaine – et une fontaine publique, deux fermes à Dammartin-en-Goële, un pavillon à Écouen pour le banquier Doyen et transforma le parc du château de Sannois à Annet-sur-Marne. 
Il entra à l'Académie royale d'architecture en 1785.

### Sources
- Michel Gallet, Les Architectes parisiens du XVIIIe siècle : Dictionnaire biographique et critique, Paris, Éditions Mengès, 1995, 494 p. (ISBN 978-2-85620-370-5), p. 173-174